# 塔什克羊角芹
塔什克羊角芹（学名：Aegopodium tadshikorum）为伞形科羊角芹属下的一个种。

## 扩展阅读
- 維基物種上的相關：塔什克羊角芹